# 牛皮

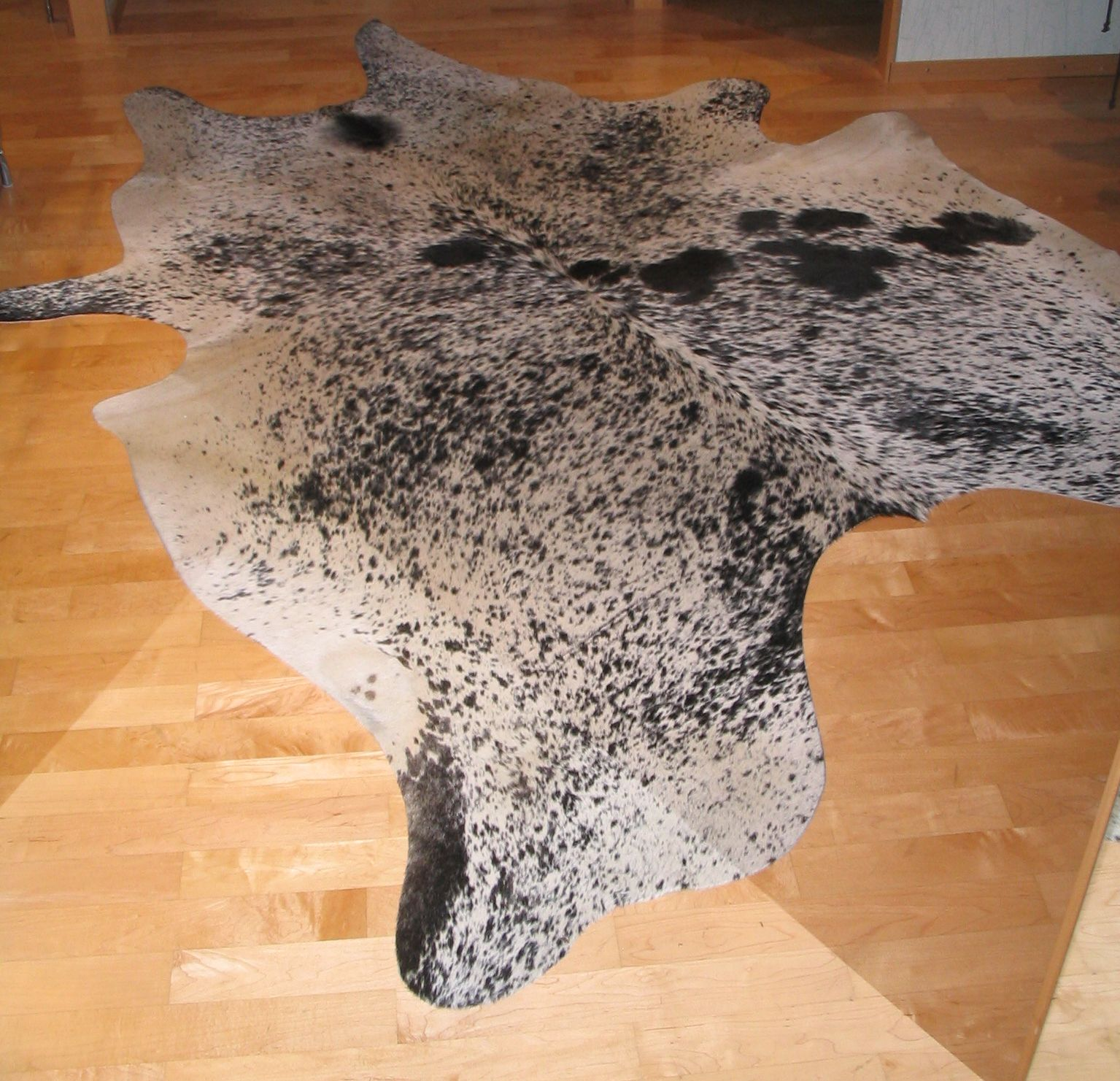
皮草店里的牛皮。

牛皮是指牛的天然未漂白的皮和毛。牛皮可以加工成食品和皮革。在南部非洲的祖鲁人中，牛皮被用来制作盾牌、头饰和裙装。